# Citroën Activa
Citroën Activa und Activa 2 waren zwei Konzeptfahrzeuge, von Citroën mit dem Zweck innovative Techniken für zukünftige Serienfahrzeuge zu testen und zu zeigen.
Beide Autos wurden beim Mondial de l’Automobile 1988 und 1990 in Paris vorgestellt.
Citroën Activa hat eine Wankstabilisierung entwickelt. Im Deutschen hieß sie Aktive Fahrwerksstabilisierung (AFS), im französischen SC.CAR = Systeme Citroën de Contrôle Actif du Roulis.
Später ging das System (und der Name) in Serienproduktion im Citroën Xantia Activa.

## Activa

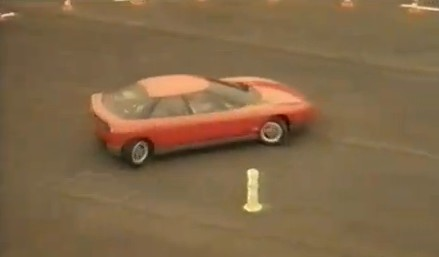
Activa I (1988) mit Allradlenkung

Activa hatte eine Allradlenkung, Aktive Radaufhängung, Antiblockiersystem und Antriebsschlupfregelung. Die Studie hatte eine Mittelkonsole mit Bildschirm und ein nicht-rundes Multifunktionslenkrad.

## Activa 2

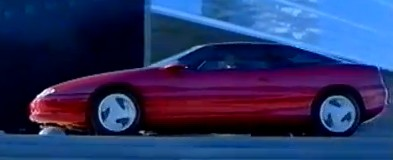
Activa II (1990)

Activa 2 wurde zunächst als Nachfolger des Sportcoupés Citroën SM aus der Oberklasse vorgesehen, ging allerdings nicht in Serie.

## Aktive Fahrwerksstabilisierung SC.CAR
Mit diesem System wird die Seitenneigung durch mechanische Regelung mit Hydraulikzylindern, die auf die Querstabilisatorstangen einwirken, auf ein Minimum (−0,2° bis 1°) reduziert. Diese Technik ermöglicht bei griffiger Fahrbahn Querbeschleunigungen von bis zu 1,2g und bietet dabei trotzdem noch einen überdurchschnittlich hohen Federungskomfort und damit sichere Straßenlage. Für mehr Seitenhalt hat der Activa Sitze mit verstärkten Seitenwangen, die zudem bei der ersten Serie (X1) pneumatisch verstellbar sind.

### Funktionsweise von AFS/SC.CAR
Beide (relativ dicken) Querstabilisatoren (vorne 28 mm, hinten 25 mm Durchmesser) sind diagonal gegenüberliegend (vorne-links und hinten-rechts) über einen Differential-Hydraulikzylinder mit den Radlenkern verbunden.
Diese Zylinder sind an ein Reglerventil angeschlossen, das von den vorderen Querlenkern uber Schubstangen und eine Feder-Hebel-Mechanik direkt betätigt wird. Auftretendes Rollmoment (Seitenneigung) wirkt auf die Querlenker entgegengesetzt – ein Rad federt ein, das andere federt aus. Dadurch wird das Reglerventil – der Neigungskorrektor – durch die Schubstangen in eine Richtung hin aus seiner Ruhelage (Geradeausstellung) gezogen oder geschoben, wodurch es einen dem Rollmoment proportionalen Druck in den Hydraulikzylindern einstellt.
Die Hydraulikeinheiten verändern dadurch ihre Länge und wirken so der Verspannung des Querstabilisator entgegen. Sie „drücken“ die Karosserie über die Querstabilisatorstangen gegen das einwirkende Rollmoment wieder in die Horizontale, womit Kurvenfahren bis zu 0,6g Querbeschleunigung mit −0,2 bis 0,5° Seitenneigung ermöglicht wird. Ab 0,6g Querbeschleunigung kommen die Stellzylinder an ihren Anschlag, ab hier neigt sich der Activa bis zum Erreichen des Kurvengrenzbereiches bis zu 1° in die Kurve, was dem Wert eines guten Sportwagens mit entsprechend straffer Abstimmung entspricht.
Da dieser aktive Rollstabilisator unabhängig vom Hydractive-II-Fahrwerk arbeitet, bleibt dessen Federweg auch bei extremer Kurvenfahrt fast ganz erhalten und sorgt so für eine deutlich bessere Straßenlage in diesen Situationen als konventionelle Radaufhängungen. Bei Geradeausfahrt wird über das Steuergerät der Hydractive-Federung zudem ein Magnetventil betätigt, das eine zusätzliche Federkugel in den hydraulischen Regelkreis der Stellzylinder schaltet. Dadurch wird zum einen die Steifigkeit der hart abgestimmten Stabilisatorstangen „virtuell“ durch die Gasfüllung der Federkugel abgemildert, um Kopierbewegungen zu reduzieren und so den Komfort zu erhöhen. Zudem wirkt sie durch ihre Speicherwirkung dämpfend auf den Regelkreis, damit bei Geradeausfahrt keine unerwünschten Regelschwingungen durch federungsbedingte kurzzeitige Betätigung des Neigungskorrektors auftreten.